# Андреас Шоккенгофф
Андреас Шоккенгофф (нім. Andreas Schockenhoff; нар. 23 лютого 1957, Людвігсбург, Баден-Вюртемберг — пом. 13 грудня 2014, Равенсбург) — німецький політик. Депутат німецького Бундестагу з 1990 по 2014, був заступником Голови фракції ХДС/ХСС у бундестазі з питань зовнішньої, оборонної та європейської політики, Головою німецько-французької парламентської групи і Координатором німецько-російського міжсуспільного співробітництва.
16 грудня була призначена судово-медична експертиза для встановлення причини смерті. Наступного дня, в середу 17 грудня, були оприлюднені попередні результати експертизи, згідно яких смерть настала через серцевий напад або через перегрівання тіла внаслідок того, що Андреас заснув у сауні. Результати токсикологічної експертизи іще не були готові, однак ознак стороннього втручання виявити не вдалось